# Бургоэн, Мари-Терез-Этьенетта
Мари-Терез-Этьенетта Бургоэн (1781—1833; фр. Marie-Thérèse-Etiennette Bourgoin) — французская театральная актриса

; любовница русского императора Александра I

## Биография
Мари-Терез Бургоэн родилась 4 июля 1781 года в городе Париже в семье мастера-сапожника. Уже с детских лет девочка мечтала о сцене, с шестилетнего возраста училась танцам, а чуть позднее и актёрскому мастерству.
Её дебют на профессиональной сцене состоялся 13 сентября 1799 года в парижском «Théâtre-Français»
С 1801 по 1821 год Бургоен выступала в ролях первых любовниц в том же Французском театре (в России более известен как «Комеди Франсез»), где пользовалась большою известностью, благодаря своей природной красоте и таланту. 
Во время пребывания русского императора Александра I Павлович в городе Эрфурте, где проходил в 1808 году одноимённый конгресс, Наполеон I Бонапарт, чтобы развлечь российскую делегацию, выписал из Парижа труппу лучших драматических актеров, причём из них особенно понравилась императору Александру Павловичу Мари-Терез-Этьенетта Бургоен. По желанию Бонапарта, Бургоен отправилась в Российскую империю. 
26 июля 1809 года состоялся первый дебют актрисы на петербургской сцене в комедии Вольтера «Нанина». Бургоен пользовалась у русской публики большим успехом, особенно в роли пажа Керубино в «Женитьбе Фигаро», а также Ифигении в «Ифигении в Авлиде». В Санкт-Петербурге Бургоен пробыла около двух лет, после чего снова возвратилась во французскую столицу.
Мари-Терез-Этьенетта Бургоэн скончалась 11 августа 1833 года в родном городе и была похоронена на кладбище Пер-Лашез.